# Bhadra (film, 2011)
Pour l’article homonyme, voir Bhadra.
Pour plus de détails, voir Fiche technique et Distribution.
Bhadra  est une comédie romantique du cinéma kannada, réalisé en 2011, par Mahesh Rao (en). Le film met en vedette Prajwal Devaraj (en) et Daisy Shah. C'est un remake du film télougou Ranam (en). Le film est un succès au box-office et tient l'affiche pendant 75 jours dans de nombreuses salles.

## Fiche technique
Sauf indication contraire, les informations mentionnées dans cette section peuvent être confirmées par la base de données cinématographiques IMDb,  présente dans la section « Liens externes ».
- Titre : Bhadra
- Réalisation : Mahesh Rao (en)
- Scénario : Shankar Billemane (dialogues)
- Musique : Sri Guru - Mani Sharma (en) (non crédité)
- Production : M. N. K. Films
- Langue : Kannada
- Genre : Comédie romantique
- Durée : 148 minutes (2 h 28)
- Dates de sorties en salles :
  - Inde : 12 août 2011

## Distribution
- Prajwal Devaraj (en) : Bhadra
- Daisy Shah :  Kavya
- Sharan (en)
- Sampath Raj (en) : Underworld Don Naga
- Bullet Prakash (en)
- M.N.Lakshmi Devi
- Sathyajith
- Mico Nagaraj
- Girish Shivanna
- Ramesh Bhat
- Yathi raj
- Akki Channabasappa
- Patre Nagaraj
- Chandrakala Mohan
- Mamatha Ravuth
- Rithesh
- Vijay Jatti
- Raghav Nag